# Departement Zelaya

Tmavě červenou barvou zvýrazněný departement Zelaya

Zelaya je bývalý departement v Nikaragui. Jeho hlavním městem byl Bluefields. V roce 1986 byl rozdělen do dvou autonomních regionů:
- Región Autónoma del Atlántico Norte, následně přejmenován na Región Autónoma de la Costa Caribe Norte
- Región Autónoma del Atlántico Sur, následně přejmenován na Región Autónoma de la Costa Caribe Sur